# Напівкровки на Венері
«Напівкровки на Венері» (англ. Half-Breeds on Venus) — науково-фантастичне оповідання американського письменника Айзека Азімова, вперше опубліковане у грудні 1940 року журналом Astonishing Stories. Увійшло до збірки «Ранній Азімов» (1972).
Це оповідання є продовженням оповідання «Напівкровка».

## Сюжет
Події відбуваються одразу після заключних подій оповідання «Напівкровка». Три tweenie кораблі з тисячею пасажирів на чолі з Максом Скенлоном висадились на Венері. Макс вже в роках, він передає своєму старшому сину Артуру керування з побудови підземного поселення, де tweenie будуть жити, залишаючись поза увагою людських поселенців планети.
Тим часом молодший брат Артура Генрі вивчає Венеру і фліртує зі своєю подругою Ірен. Вони приходять до озера в лісі і зустрічають корінних жителів Венери — амфібій. Макс зауважує, що амфібії є сенсорними-телепати, і вони вчаться спілкуватися з ними.
Протягом кількох місяців tweenie зайняті будівництвом нового підземного міста, але зненацька з'являється група людських поселенців з протилежного боку гір. Tweenie переховуються у своєму місті в той час як люди створити фермерське співтовариство в декількох милях від них.
Одного разу Ірен і Генрі втекти з міста відвідати амфібій. Генрі повідомляє їм про свою проблему з людьми, і вони пропонують своє рішення. У супроводі амфібій, Генрі та Ірен подорожують до венеріанських низин. Там амфібії використовують свої телепатичні здібності, щоб взяти під контроль трьох великих небезпечних хижих рептилій «центозаврів».
Їх приганяють на плато і в момент насування бурі випускають на табір землян. Перелякані поселенці втікають із зайнятого місця.
Після того як люди йдуть, рептилії звільняються від контролю і нападають на амфібій. Генрі і Ірен за допомогою своєї променевої зброї відбивають напад, поки не прибувають tweenie, щоб допомогти їм. Ірен падає в глибоку річку і Генрі стрибає слідом за нею. Їх обох рятують амфібії.
Батько вітає Генрі з вдалим планом захисту, що дозволив tweenie виграти час, за який вони встигнуть розвинути технологію силового поля для захисту від землян. Наприкінці історії Генрі освідчується Ірен у коханні.